# Црква Светог Николе у Шилопају
Црква Светог Николе у Шилопају, насељеном месту на територији општине Горњи Милановац, припада Епархији жичкој Српске православне цркве.
Цркву посвећену Светом Николи Мириклијском подигао је Љуба Сарачевић, трговац и војни лиферант у свом родном месту. Црква је грађена од 1936. до 1939. године по пројекту архитекте Драгутина Маслаћа и освећена 1939. године од стране епископа жичког Николаја Велимировића.
Црква је саграђена од жутог пешчара из Синошевића и украшена прелепом розетом од истог материјала изнад улазних врата.